# Johann Kaspar Wuppermann
Johann Kaspar Wuppermann (* 1. Juni 1669 in Barmen; † 8. Juni 1742 in Elberfeld, beide heute Stadtteile von Wuppertal) war Bürgermeister von Elberfeld.
Wuppermann wurde auf dem Hof Schüren in Barmen, den seine Mutter Anna Margareta Siebel (1639–1698) geerbt hatte, geboren. Sein Vater Wennemar Wuppermann (1639–1691) war Kaufmann und Garnbleicher auf dem Hof Schönenbeck in Barmen. Der Bruder von Johann Kaspar war Johann Rütger Wuppermann, der 1730 Bürgermeister war. Seine Schwester Anna Maria Wuppermann (1673–1727) war außerdem mit Gerhard Werner Teschemacher, dem Bürgermeister von 1721 verheiratet. Johann Kaspar Wuppermann heiratete am 12. März 1703 Helena Judith Teschemacher, der jüngsten Tochter von Isaak Teschemacher, Bürgermeister von 1672. Das Ehepaar hatte sieben Kinder, von denen aber nur zwei Töchter das Erwachsenenalter erlebten.
Johann Kaspar Wuppermann zog nach dem frühen Tod seines Vaters vom Hof der Eltern nach Elberfeld, wo er als Kaufmann tätig war. Er wurde 1728 zum ersten und einzigen Mal zum Bürgermeister vorgeschlagen und in dieses Amt gewählt. Im Jahr 1729 war er damit Stadtrichter von Elberfeld.